# 国务院新闻办公室
国务院新闻办公室，簡稱国务院新闻办、國新辦，为中共中央宣传部对外加挂的牌子。

## 沿革
1980年1月16日，邓小平在中央干部会议上发表《目前的形势与任务》讲话，提出了中华人民共和国在1980年代的三大政策即“在国际事务中反对霸权主义、维护和平，台湾回归祖国、实现祖国统一，加紧经济建设、就是加紧四个现代化建设”。其中，前两项政策即参与国际事务、加强对台工作，都对对外宣传工作提出了更高要求。1980年3月，中共中央书记处专门讨论对外宣传工作，决定成立中央对外宣传小组，协助中央统一领导对外宣传工作。1980年4月8日，中共中央决定，成立中央对外宣传小组，作为国际宣传及对港澳台侨宣传的协调策划机构。1982年2月，中共中央批准了中央对外宣传小组的请示，决定建立新闻发言人制度，在中央不少部门和省一级设立了新闻发言人。1982年6月，中央对外宣传小组召开全国地方对外对台宣传工作会议，胡耀邦、邓颖超、廖承志等领导到会讲话。1983年2月，中共中央宣传部、中央对外宣传小组联合发文《关于实施〈设立新闻发言人制度〉和加强对外国记者工作的意见》。1983年11月，中央对外宣传小组制定并下发《新闻发言人工作暂行条例》。
中央对外宣传小组附属在中共中央宣传部，由主要涉外部门领导成员组成，朱穆之任组长。具体工作由中共中央中宣部外宣局负责，为此成立了中央对外宣传小组办公室。1987年机构改革和精简时，考虑到宣传部门的机构设置过多，决定取消中央对外宣传小组，工作归并到中共中央宣传部。1987年12月，中共中央撤销中央对外宣传小组。
1988年1月10日，中共中央决定，中央宣传思想工作领导小组由胡启立、芮杏文等7人组成，胡启立为组长，芮杏文为副组长。该小组的工作任务为：“经常分析意识形势领域的动态，研究和掌握宣传工作的方针、政策及其它带有全局性的问题；协调宣传、理论、文化、新闻、出版等有关意识形势的工作；对宣传、理论队伍的建设提出意见和建议。”
1990年3月19日，中共中央决定，恢复中央对外宣传小组。中央对外宣传小组在中央宣传思想工作领导小组的领导下，统一管理对外宣传工作。涉及国际形势及外交政策重大问题的宣传，请示中央外事工作领导小组。
1991年1月起，中央决定中央对外宣传小组在国务院挂名为“国务院新闻办公室”。那时，该机构对内是“中央对外宣传小组”，对外是“国务院新闻办公室”。1993年，“中央对外宣传小组”改为“中共中央对外宣传办公室”（对外名称“国务院新闻办公室”不变），2014年3月并入中宣部。国务院新闻办公室在中共中央宣传部加挂牌子。
2018年9月29日，国新办新闻发布厅由朝阳门内大街225号迁至西长安街11号北京电报大楼。

## 职责
根据有关规定，国务院新闻办承担下列职责：
1. 推动中国媒体对外说明中国、指导和协调对外新闻报道；
2. 制定对外新闻事业的发展规划，并负责组织实施；
3. 组织对外介绍中国政府的方针政策和中国经济社会发展情况；
4. 推动中国媒体对国际问题的报道，包括政治、经济、科技等方面新闻信息；
5. 举办新闻发布会，向中外记者介绍中国情况和方针政策；
6. 组织编写并发表中国政府白皮书，阐明中国政府对重大问题的原则立场和基本政策；
7. 指导中国各省（区、市）政府新闻办公室的工作，并为港澳台记者来内地采访提供服务；
8. 开展与国外新闻机构的交流合作，并为国外记者来中国采访提供服务；
9. 接待要求访问本办的重要代表团及重要人士；
10. 制定互联网新闻事业发展规划，并指导协调互联网新闻报道工作；
11. 负责对外介绍中国人权事业发展情况，组织开展人权领域的对外交流与合作；
12. 负责对外介绍西藏的发展建设情况，组织有关西藏方面的对外报道和交流活动；
13. 研究世界主要媒体及香港、澳门、台湾舆情；
14. 组织综合性、跨部门、跨地区大型文化交流活动，组织制作对外介绍中国情况的图书、音像、影视出版物。

## 机构设置
根据《国务院新闻办公室主要职责内设机构和人员编制规定》，建制撤销前，原国务院新闻办设置下列机构：

### 内设机构
- 秘书局
- 一局
- 二局
- 三局
- 四局
- 五局
- 六局
- 七局
- 八局
- 九局
- 人事局
- 机关党委
- 机关纪委

## 历任领导
| 中央对外宣传小组组长 1. 朱穆之（1980年－1987年；1990年－1992年11月，1991年1月起对外称国务院新闻办公室主任） 2. 曾建徽（1992年11月－1993年，中央对外宣传小组组长、国务院新闻办公室主任） | 中央对外宣传小组副组长 - 曾建徽（1991年4月－1992年11月，中央对外宣传小组副组长、国务院新闻办公室副主任） - 周 觉（1991年4月－1993年3月，中央对外宣传小组副组长、国务院新闻办公室副主任） - 杨正泉（1993年4月－1993年11月，中央对外宣传小组副组长、国务院新闻办公室副主任） - 李源潮（1993年4月－1993年11月，中央对外宣传小组副组长、国务院新闻办公室副主任） |

| 中共中央对外宣传办公室主任（国务院新闻办公室主任） （日期为国务院新闻办公室主任任命日期） 1. 曾建徽（1993年－1998年4月） 2. 赵启正（1998年4月－2005年8月6日） 3. 蔡 武（2005年8月6日－2008年3月30日） 4. 王 晨（2008年3月30日－2013年4月26日） 5. 蔡名照（2013年4月26日－2015年1月9日） 6. 蒋建国（2015年1月9日－2018年7月25日） 7. 徐 麟（2018年8月21日－2022年6月9日） 8. 孙业礼（2023年1月17日－2024年4月11日） 9. 莫高义（2024年4月11日－） | 中共中央对外宣传办公室副主任（国务院新闻办公室副主任） （日期为国务院新闻办公室副主任任命日期） - 杨正泉（1993年11月－2001年5月9日） - 李源潮（1993年11月－1996年3月） - 李 冰（1994年1月－2008年12月17日） - 马毓真（1995年－1997年5月） - 赵启正（1998年1月－1998年4月） - 王国庆（2000年11月29日－2013年6月20日） - 蔡名照（2001年5月9日－2009年10月30日） - 李 刚（2001年5月9日－2003年9月24日） - 钱小芊（2004年2月19日－2013年4月22日） - 王仲伟（2009年11月23日－2012年8月6日） - 董云虎（2009年11月23日－2012年1月8日） - 崔玉英（2012年1月8日－2018年1月31日） - 鲁 炜（2013年5月10日－2016年6月29日） - 李伍峰（2013年6月20日－2014年3月24日） - 郭卫民（2015年7月3日－2021年1月25日） - 徐 麟（2016年6月29日－2018年3月） - 庄荣文（2018年8月21日－） |